# روگلیو فونز موری
روگلیو فونز موری (انگلیسی: Rogelio Funes Mori؛ زادهٔ ۵ مارس ۱۹۹۱) بازیکن فوتبال اهل آرژانتین است.
از باشگاه‌هایی که در آن بازی کرده‌است می‌توان به باشگاه فوتبال ریور پلاته، باشگاه فوتبال مونتری، باشگاه فوتبال اسکی‌شهراسپور، باشگاه فوتبال بنفیکا، و بارسلون اشاره کرد.
وی همچنین در تیم‌های ملی فوتبال Argentina national under-17 football team، زیر ۲۰ سال آرژانتین، آرژانتین، و مکزیک بازی کرده‌است.